# لیجه
لیجه نام یکی از شهرستان‌های استان دیاربکر (آمِد) کشور ترکیه است.
جمعیت این شهرستان ۱۸۶۹۶ و مساحت آن ۱۰۸۳ کیلومتر مربع است.
شهرستان لیجه از هشت بخش تشکیل شده است.
حزب کارگران کردستان (پ.ک.ک) در ۲۷ نوامبر ۱۹۷۸ در روستای فیس در شهرستان لیجه بنیان‌گذارده شد.